# Колундаевский
Колундаевский — хутор в Шолоховском районе Ростовской области России.
Административный центр Колундаевского сельского поселения.

## География
Расстояние до районного центра с учётом доступа транспортом — 18 км.

## История
Находясь в составе Области Войска Донского, на хуторе существовала Рождество-Богородицкая церковь.

## Население
| 2010 | 2014 | 2015 |
| ---- | ---- | ---- |
| 691  | ↘661 | ↘659 |

## Улицы
| - пер. Больничный - пер. Малый - пер. Новый - пер. Первомайский - пер. Садовый | - ул. Гвардейская - ул. Заречная - ул. Зелёная - ул. Набережная | - ул. Северная - ул. Сосновая - ул. Стадионная - ул. Школьная |

## Достопримечательности
На хуторе установлен Мемориальный обелиск ветеранам Великой Отечественной войны.